# ماسوئو ایکدا
ماسوئو ایکدا (انگلیسی: Masuo Ikeda؛ ۲۳ فوریه ۱۹۳۴ – ۸ مارس ۱۹۹۷) نقاشی، printmaker، تصویرگر، مجسمه‌سازی، هنر سرامیک، novelist and film director اهل ژاپن بود.
وی همچنین برندهٔ جوایزی همچون جایزه آکوتاگاوا شده‌است.